# جان كلود ميشيل
جان كلود ميشيل (بالفرنسية: Jean-Claude Michel)‏
```
(و. 
1925
 – 
1999
 
م
) هو 
ممثل
، وممثل دُبلاج، من 
فرنسا
، ولد في 
باريس
، توفي في 
باريس
، عن عمر يناهز 74 عاماً.
[
1
]
```

## وصلات خارجية
- جان كلود ميشيل على موقع IMDb (الإنجليزية)
- جان كلود ميشيل على موقع أول موفي (الإنجليزية)
- جان كلود ميشيل على موقع قاعدة بيانات برودواي على الإنترنت (الإنجليزية)
- جان كلود ميشيل على موقع قاعدة بيانات الأفلام السويدية (السويدية)
- جان كلود ميشيل على موقع ديسكوغز (الإنجليزية)
- جان كلود ميشيل على موقع قاعدة بيانات الفيلم (الإنجليزية)
- جان كلود ميشيل على موقع كينوبويسك (الروسية)